# Le Silence de Mélodie
 (décembre 2024).
Si vous disposez d'ouvrages ou d'articles de référence ou si vous connaissez des sites web de qualité traitant du thème abordé ici, merci de compléter l'article en donnant les références utiles à sa vérifiabilité et en les liant à la section « Notes et références ».
Pour plus de détails, voir Fiche technique et Distribution.
Le Silence de Mélodie (Out of My Mind) est un film réalisé par Amber Sealey et sorti en 2024.
Basé sur le livre Out of My Mind de Sharon Draper publié en 2010, il est directement sorti sur Disney+.

## Distribution
Note : Le doublage étant dirigé à la fois en France et Belgique, le sigle VFB désigne les comédiens enfants ayant enregistré dans le dernier pays cité sous la direction d'Ioanna Gkizas.
- Phoebe-Rae Taylor (VF : Emmylou Homs) : Mélodie (Melody en VO) Brooks
  - Jennifer Aniston (VF : Dorothée Jemma) : la voix intérieure de Melody (voix)
- Rosemarie DeWitt (VF : Julie Dumas) : Diane Brooks
- Luke Kirby (VF : Damien Boisseau) : Chuck Brooks
- Emily Mitchell (VFB : Ella Petit-Jean) : Penny Brooks
- Judith Light (VF : Véronique Augereau) : Mme V.
- Courtney Taylor (en) (VF : Amélia Ewu) : Dr Katherine Ray
- Michael Chernus (VF : Guillaume Bourboulon) : M. Dimming
- Pip McCallan (VFB : Lysandra Valdez Robas) : Maria
- Maria Nash (VF : Jaynélia Coadou) : Rose Spencer
- Gavin MacIver-Wright (VF : Jessy Dubuis) : Rodney Walsh
- Ian Ho (VFB : Gaspard Rouyer) : Connor Bates
- Kate Moyer (VF : Lana Ropion) : Claire West
- Sharron Matthews (VF : Isabelle Marin) : Mme Anastasia Billups
- Catherine McNally (VF : Annie Le Youdec) : la proviseure Antenucci
- Kevin Jubinville (VF : Pierre Tessier) : Len « King » Kingsley
- Cristiano Buchanan (VFB : Théo Jaumotte) : Willy
- Nicholas Fry (VFB : Théo Jaumotte) : Trevor

 Source et légende : version française (VF) sur RS Doublage et le carton du doublage français sur Disney+.